# Gossypium aridum
Gossypium aridum là một loài thực vật có hoa trong họ Cẩm quỳ. Loài này được (Rose & Standl.) Skovst. mô tả khoa học đầu tiên năm 1934.